# Dick Leitsch
Richard Joseph Leitsch, conosciuto anche come Richard Valentin Leitsch o Dick Leitsch (Louisville, 11 maggio 1935 – New York, 22 giugno 2018), è stato un attivista statunitense per i diritti LGBT.
Negli anni '60 è stato presidente dell'associazione per i diritti gay The Mattachine Society, nonché il promotore del "Sip-In" al Julius' Bar, uno dei primi atti di disobbedienza civile degli omosessuali statunitensi. È anche noto per essere stato il primo reporter gay a scrivere un reportage sui moti di Stonewall e il primo giornalista ad intervistare Bette Midler.

## Biografia
Richard Joseph Leitsch nacque l'11 maggio 1935 a Louisville, nel Kentucky, da Joseph Leitsch, tabaccaio, e Ann (Moran) Leitsch. Richard, conosciuto anche come Dick, aveva tre fratelli più piccoli. Leitsch ha dichiarato di aver sperimentato per la prima volta la sua attrazione omosessuale alle scuole elementari, per poi avere le prime esperienze sessuali da studente della Flaget High School. Sebbene la sua famiglia fosse proveniente da un ambiente cattolico, i suoi genitori si rivelarono insolitamente aperti e progressisti per i loro tempi. Leitsch si diplomò al liceo nel 1953 e si iscrisse alla Bellarmine University, senza però conseguire la laurea.
Nel 1959, Leitsch si trasferì a New York, dove conobbe Craig Rodwell, con il quale ebbe una relazione amorosa. Fu grazie a Rodwell che Leitsch entrò in contatto con la Mattachine Society che, fondata nel 1950 da Harry Hay, fu la prima associazione per i diritti degli omosessuali negli Stati Uniti. Da presidente dell'organizzazione, il 21 aprile 1966 attuò il "Sip-In" al Julius' Bar, che è considerato uno dei primi atti di disobbedienza civile gay. Accompagnato da Rodwell, John Timmons e Randy Wicker, Leitsch richiamò pubblicamente l'attenzione sulla propria omosessualità e chiese di essere servito, in quanto tale, in un locale pubblico. Il "Sip-In" fu il primo di una serie di atti tesi ad assicurare alle persone gay il diritto di poter ordinare liberamente nei bar e nei ristoranti senza essere allontanati.
Il 28 giugno 1969 fu la volta dei moti di Stonewall, sui quali Leitsch scrisse un reportage pubblicato inizialmente nella newsletter della Mattachine Society e, poi, nel settembre dello stesso anno su The Advocate.
Il 26 ottobre 1970, sulla rivista Gay, comparve l'intervista di Leitsch - dal titolo The Whole World's a Bath! - a Bette Midler, la prima in assoluto rilasciata dalla pluripremiata attrice e cantante, successivamente divenuta un'icona gay.
Negli ultimi mesi di vita, Leitsch ricevette numerose lettere contenenti attestazioni di stima e di solidarietà, tra le quali anche una del Presidente Barack Obama, che scrisse: «Grazie per i decenni di lavoro che hanno aiutato il Paese a muoversi sulla strada dell'uguaglianza Lgbt. Il nostro viaggio come Paese dipende, come è sempre stato, dagli sforzi collettivi e persistenti di gente come te».
Leitsch è morto per un tumore al fegato a Manhattan il 22 giugno 2018.

## Vita privata
Il compagno di lunga data di Leitsch fu Timothy Scoffield. La relazione tra i due durò 17 anni e terminò con la morte di Scoffield, dovuta a complicanze legate all'AIDS.